# Batalla de Xuzhou

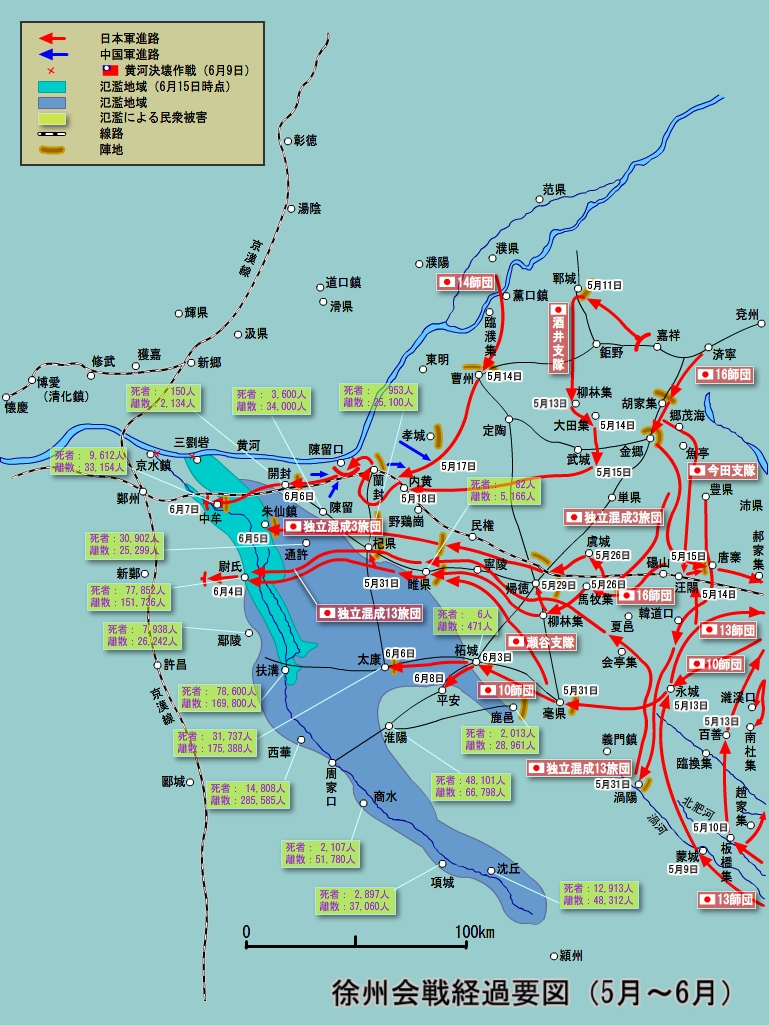
Movimiento de tropas durante la Batalla de Xuzhou.

La batalla de Xuzhou fue un conflicto militar entre el Imperio del Japón y las fuerzas de la República de China en mayo de 1938 durante la segunda guerra sino-japonesa.

## Historia
En 1937, el Ejército del Área del Norte de China persiguió al 29.º Ejército de Song Zheyuan hacia el sur a lo largo del Ferrocarril Jinpu (ver Operación Ferroviaria Tianjin-Pukou) después de su derrota en la batalla del Puente de Lugou. Después de que Japón ganara la batalla de Nankín, el Ejército del Área del Norte de China avanzó hacia el sur para establecer una conexión japonesa entre Pekín y Nankín, ignorando la política no expansionista del Cuartel General Imperial en Tokio. La mayoría de las fuerzas mecanizadas y aéreas en el este de China fueron eliminadas en la batalla de Shanghái en 1937. Aunque se compraron nuevos equipos, aún no se habían enviado. Han Fuqu, el presidente de la provincia de Shandong, rechazó las órdenes de Chiang Kai-shek y se retiró para conservar sus fuerzas. Después de que Qingdao fuera ocupada en enero de 1938, su política fue denunciada y fue ejecutado el 24 de enero. En marzo de 1938, las fuerzas japonesas ocuparon el norte de Shandong, incluida la capital, Jinan. La línea de defensa a lo largo del río Amarillo se rompió. Debido a la presión de las fuerzas japonesas, 64 divisiones chinas se reunieron alrededor de Xuzhou en Jiangsu, la sede de la 5.ª Región Militar del Ejército Nacional Revolucionario. Sin rodearlo, el general Itagaki Seishiro se movió hacia el sur primero para atacar a Tai'erzhuang, donde fue derrotado por Li Zongren en una batalla regional asimétrica.
Luego de esta derrota, Japón intentó un cerco contra Xuzhou y desplegó el Ejército del Área del Norte de China hacia el norte y el Ejército Expedicionario de China Central hacia el sur. El Ejército del Área del Norte de China tenía cuatro divisiones y dos brigadas de infantería del Ejército de Kwantung. El Ejército Expedicionario de China Central tenía tres divisiones y los batallones de tanques 1.º y 2.º, con unidades motorizadas de apoyo formadas en los destacamentos Iwanaka e Imada, a los que se les ordenó avanzar al oeste de Xuzhou para interrumpir e impedir que las fuerzas chinas se retiraran hacia el oeste. El 5.º Batallón de tanques se usó para apoyar a la 3.ª División de Infantería avanzando hacia el norte a lo largo del ferrocarril hasta Xuzhou. Tropas adicionales fueron desplegadas en la Batalla del Norte y el Este de Henan por el Ejército del Área del Norte de China para detener los refuerzos chinos desde el oeste. Un contraataque chino resultó en la batalla de Lanfeng. Sin embargo, con el acercamiento del Ejército Expedicionario de China Central desde el sur, la situación general fue sombría, y Chiang Kai-shek ordenó la retirada de los ejércitos. La demolición de los diques que retenían el río Amarillo le dio más tiempo para la preparación de la defensa de Wuhan, pero la inundación del Río Amarillo de 1938 también destruyó gran parte del área alrededor del nuevo curso del río.
El ejército japonés ganó la feroz batalla y finalmente capturó a Xuzhou, pero las fuerzas japonesas eran demasiado pequeñas para contener la gran cantidad de tropas chinas rodeadas. La mayoría de los soldados chinos rompieron el cerco a través de huecos en las líneas japonesas hacia el oeste o se dispersaron en el campo como guerrilleros. Las tropas chinas que rompieron el cerco jugarían un papel importante en batallas posteriores.